# South West Devon (circonscription britannique)
Circonscription parlementaire de la Chambre des communes
La circonscription de South West Devon est une circonscription située dans le Devon, et représentée à la Chambre des communes du Parlement britannique depuis 1997 par Gary Streeter du Parti conservateur.

## Géographie
La circonscription comprend :
- La ville d'Ivybridge
- La paroisse civile de Plymstock

## Députés
Les Members of Parliament (MPs) de la circonscription sont :
| Législature                          | Années       | Député | Député        | Parti        |
| ------------------------------------ | ------------ | ------ | ------------- | ------------ |
| South West Devon issue de South Hams |              |        |               |              |
| 52e                                  | 1997–2001    |        | Gary Streeter | Conservateur |
| 53e                                  | 2001–2005    |        | Gary Streeter | Conservateur |
| 54e                                  | 2005–2010    |        | Gary Streeter | Conservateur |
| 55e                                  | 2010–2015    |        | Gary Streeter | Conservateur |
| 56e                                  | 2015–2017    |        | Gary Streeter | Conservateur |
| 57e                                  | 2017–2019    |        | Gary Streeter | Conservateur |
| 58e                                  | 2019–Présent |        | Gary Streeter | Conservateur |